# Žlutnice
Žlutnice (Blackstonia) je rod rostlin z čeledi hořcovité. Jsou to jednoleté byliny s jednoduchými vstřícnými listy a žlutými, pravidelnými, vícečetnými květy. Rod zahrnuje 4 druhy a je rozšířen od Středomoří po Írán. V České republice se žádný druh nevyskytuje, na jihozápadním Slovensku roste vzácně žlutnice špičatá.

## Popis
Žlutnice jsou jednoleté ojíněné byliny se vstřícnými, jednoduchými, přisedlými listy. Květy jsou žluté, pravidelné, rostoucí jednotlivě nebo uspořádané v chudých květenstvích. Kalich je hluboce členěný do 6 až 12 úzkých laloků. Koruna je kolovitá, s krátkou a nafouklou korunní trubkou a 6 až 12 laloky. Tyčinek je 6 až 12. Semeník obsahuje jedinou komůrku s mnoha vajíčky. Čnělka je dlouhá, úzká, zakončená dvoulaločnou bliznou. Plodem je přehrádkosečná tobolka obklopená vytrvalým okvětím, až k bázi pukající 2 chlopněmi. Plody obsahují mnoho drobných semen s drsným povrchem.

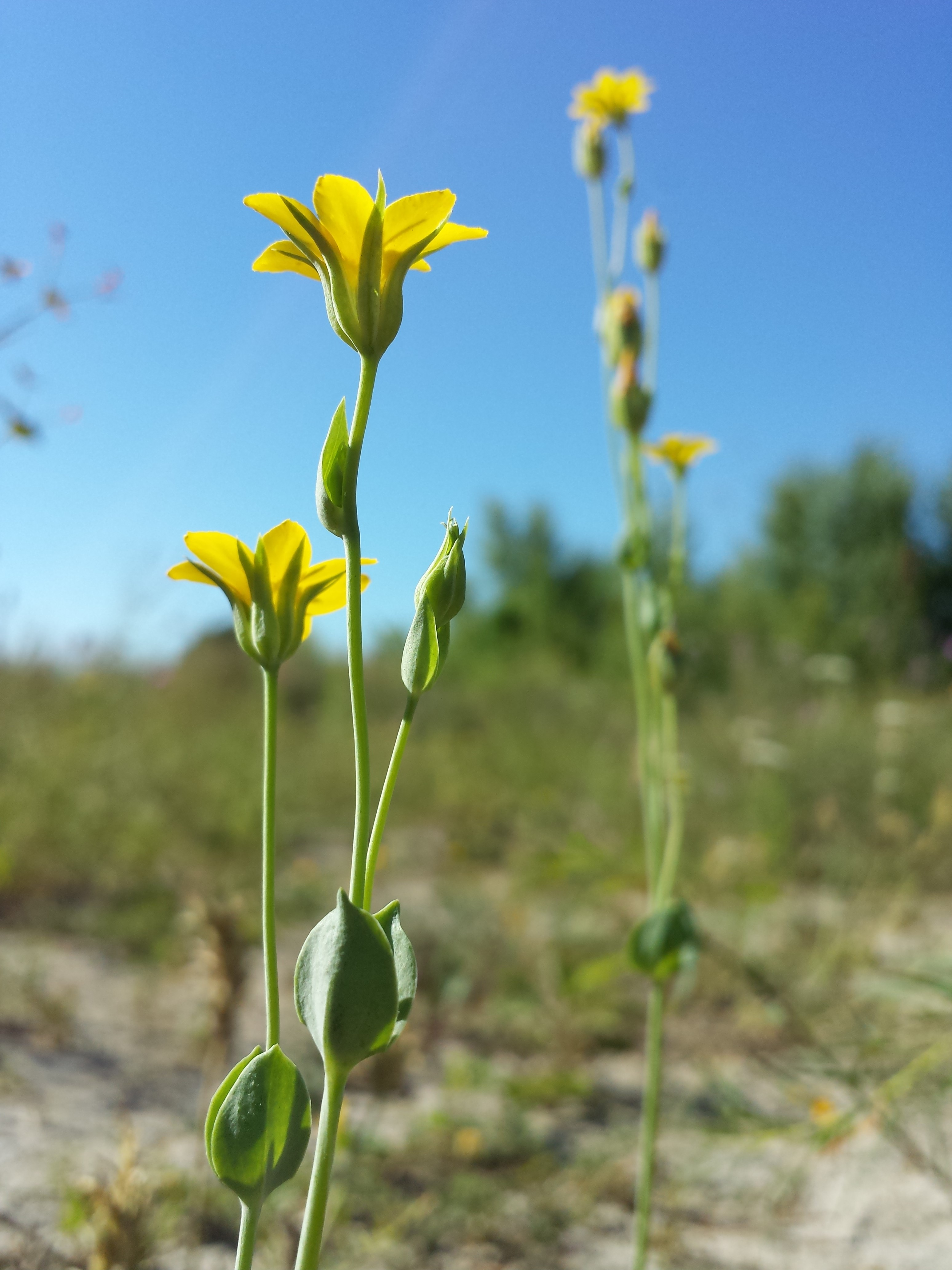
Kvetoucí žlutnice špičatá
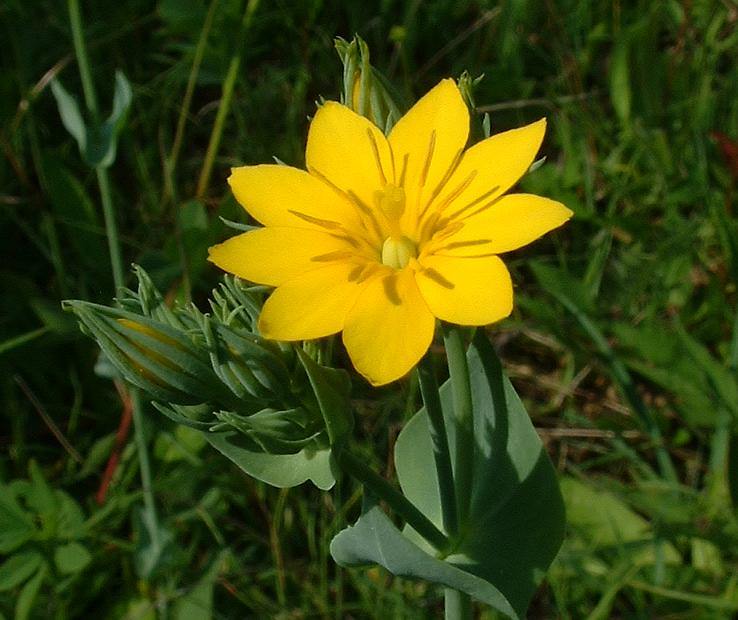
Květ žlutnice prorostlé
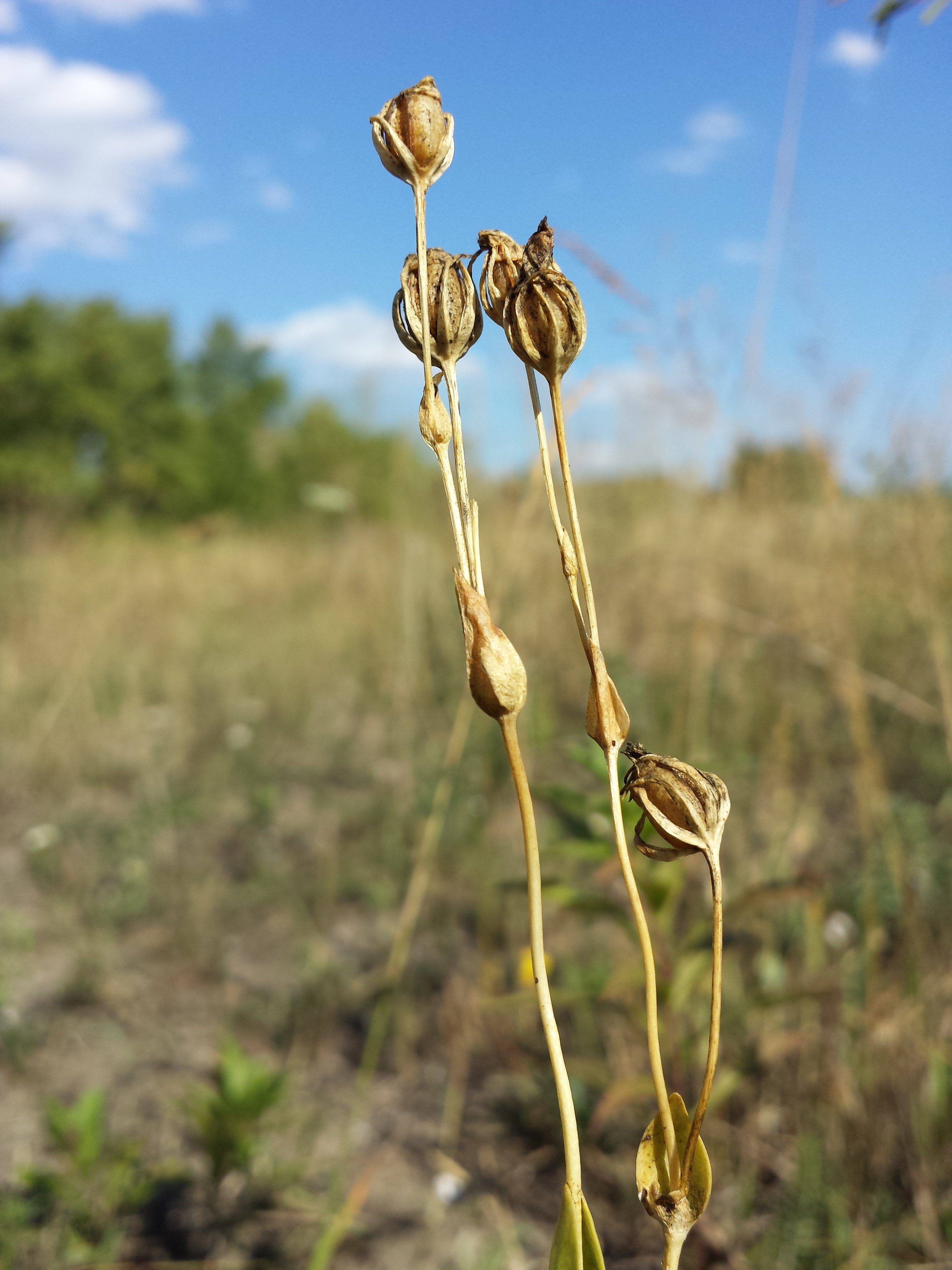
Plody žlutnice špičaté

## Rozšíření
Rod žlutnice zahrnuje 4 druhy. Je rozšířen od západní Evropy, Kanárských ostrovů a Středomoří včetně severní Afriky přes Malou Asii po Krym, Kavkaz a Írán. Centrum rozšíření je ve Středomoří. V jižní Evropě rostou všechny 4 druhy. Největší areál rozšíření má žlutnice prorostlá. Žlutnice prorostlá byla zavlečena do Austrálie.
V České republice se žádný druh žlutnice nevyskytuje. Na jihozápadním Slovensku roste vzácně jako kriticky ohrožený druh žlutnice špičatá, jejíž výskyt v Podunajské a Záhorské nížině představuje severní okraj areálu druhu.

## Obsahové látky
Žlutnice prorostlá obsahuje asi 3 % sekoiridoidního glukosidu, gentiopikrosidu. Tato hořká látka je obsažena i v nati zeměžluče a hořců. Z glykosidů jsou dále obsaženy např. swertiamarin a swerosid. Dále jsou obsaženy xanthony, flavonoidy aj.

## Taxonomie
Rod Blackstonia je v rámci čeledi hořcovité řazen do tribu Chironieae a subtribu Chironiinae. Nejblíže příbuzným rodem je monotypický rod Ixanthus, jehož jediný zástupce je endemitem Kanárských ostrovů.

## Zástupci
- žlutnice prorostlá (Blackstonia perfoliata)
- žlutnice špičatá (Blackstonia acuminata)[9]

## Význam
Žlutnice není udávána ze žádné české botanické zahrady.